# Peter Dawson (wielrenner)
Peter Dawson (Pinjarra, 4 februari 1982) is een Australisch voormalig wielrenner die meerdere keren wereldkampioen was in de ploegenachtervolging en verder etappeoverwinningen boekte.

## Belangrijkste overwinningen
2003
- Wereldkampioen ploegenachtervolging (baan), Elite (met Graeme Brown, Brett Lancaster en Luke Roberts

2004
- Wereldkampioen ploegenachtervolging (baan), Elite (met Luke Roberts, Ashley Hutchinson en Stephen Wooldridge
- 1e etappe Giro delle Regione (U23)

2005
- 9e etappe Ronde van Tasmanië

2006
- Wereldkampioen ploegenachtervolging (baan), Elite (met Matthew Goss, Mark Jamieson en Stephen Wooldridge)

2007
- 1e etappe deel B Ronde van Perth

## Ploegen
- 2006–SouthAustralia.com-AIS
- 2007–SouthAustralia.com-AIS
- 2007–Toshiba Australia (vanaf 01/04)
- 2008–Rock Racing

J.Clarke · S.Clarke · Dawson · Finning · Ford · Goss · Higgerson · Hutchinson · Lloyd · McConnell · Meadley · Olman · Sulzberger · Wooldridge
Bates · J.Clarke · S.Clarke · Dawson · Dempster · Finning · M.Ford · W.Ford · Higgerson · Jamieson · Lewis · McConnell · Meyer · Norris · Olman · Sanderson · Sulzberger · Walker · Wooldridge
Bahati · 
Botero ·
Cipollini (tot 31/03) · 
Clinger ·
Creed · 
Curry ·
Dawson · 
Grajales (tot 01/03) ·
Hamilton ·
Hernández ·
Leogrande ·
Magnell ·
Mayo ·
Napolitano ·
Ollerenshaw ·
Peña ·
Rodriguez ·
Sevilla ·
Switters ·
Williams ·
Wiscovitsj